# Viện công nghệ Fukuoka
Viện công nghệ Fukuoka (福岡工業大学 Fukuoka kōgyō daigaku) là trường đại học tư thục nằm ở quận Higashi, Fukuoka, tỉnh Fukuoka, Nhật Bản.